# Stammliste von Tannroda
Stammliste von Tannroda mit den in der Wikipedia vertretenen Personen und wichtigen Zwischengliedern.
Die mangelhafte, oft fehlerhafte, Quellenlage betrifft den gesamten Zeitraum aller Familienzweige. Gesicherte Daten sind urkundlich genannt, Geburts- und Sterbedaten o. g. Zeiträume jedoch oft ungesichert und nach höchstmöglicher Wahrscheinlichkeit der oft abweichenden Datenquellen unter Vorbehalt zu betrachten. Es bleiben genealogische Details, sogar die Zuordnung von Mitgliedern des Hauses, ungeklärt.

## Die Herren von Tannroda (1174–1448)
Der erste bekannte Vertreter des Hauses war Manegold von Roda, Herr von Tannroda (1194), Vogt des Klosters Reinsdorf, urkundlich 1174 bis 1218, († nach 1218); ∞ N.N.; Sie hatten folgende Nachkommen:
A1. Erkenbert, urkundlich 1203 bis 1233
A2. Manegold von Roda, urkundlich 1214 bis 1228
A3. Konrad von Roda, urkundlich 1213 bis 1228
B1. Friedrich, Ritter (1246), urkundlich 1213 bis 1228
B2. Konrad, Ritter (1247), urkundlich 1231 bis 1274, (* um 1226; † vor 1287; bestattet im Kloster Pforta); ∞ I: N.N.; ∞ II: Kunigunde von Kranichfeld, urkundlich 1287, (* um 1230), Tochter von Reinhard von Kranichfeld (–) und Jutta N.N. (–)
C1. [I] Friedrich, Domherr zu Naumburg (1247–1248)
C2. [I] Konrad, Herr zu Tannroda (1279), urkundlich 1247, († zw. 23. November 1302 und 26. April 1306); ∞ N.N., Schenkin von Tautenburg, Tochter von Rudolf III. Schenk von Vargula und Tautenburg und Heilicke von Weida
D1. Konrad, „der Ältere“, Herr zu Straußfurt, urkundlich 1306 bis 1359, (* um 1297; † nach 1358); ∞ Sophie von Gera (* um 1298; † nach 1344), Tochter von Vogt Heinrich II. „der Ältere“ von Gera (1254–1306/1311) und Gräfin Irmgard von Weimar-Orlamünde (1264–1318)
E1. Konrad, „der Ältere“, Herr zu Straußfurt, urkundlich 1356, (* um 1330; † zw. 17. Juli 1393 und 9. Januar 1394); ∞ Irmgard von Honstein (* um 1332; † 1366/1367), Tochter von Dietrich V. von Honstein (1306–1379) und Sophie von Braunschweig-Wolfenbüttel (1340–1394)
F1. Konrad, „der Ältere“, Herr zu Straußfurt, urkundlich 1393 bis 1433, († vor 17. Juni 1448 in Pommern, ermordet); ∞ Agnes von Pommern–Wolgast, urkundlich 1393 bis 1433, (* um 1390), Tochter von Herzog Bogislaw VI. von Pommern–Wolgast (1350–1393) und Agnes von Braunschweig-Lüneburg (–1430/1434)
G1. Konrad, Domherr zu Köln (1423), († vor 18. Mai 1435)
G2. Elisabeth, Pröpstin zu Neuenheerse (1434)
F2. Konrad, „der Jüngere“, urkundlich 1393 bis 1394
F3. Tochter; ∞ Ernst VIII. (II./IX.) von Gleichen, „der Jüngere“ (1398–1414), „der Ältere“ (1420), (* vor 1390; ⚔ 16. Juni 1426 bei Aussig), (∞ I: (24. Juni 1391) Anna von Schwarzburg, urkundlich 1397, († vor 1421), Tochter von Grafe Günther XII. (XXVII.) von Schwarzburg und Ilmenau (–1397) und Anna von Falkenstein (vor 1401–nach 1420), (∞ III: (23. Februar 1421 vor 20. Dezember 1421) Margareta von Henneberg-Schleusingen (* (1386); † vor 23. Oktober 1427), Witwe von Graf Günther XIV. (XXVIII./XXVII.) von Schwarzburg–Rudolstadt (Blankenburg?) und Ehrenstein (–1418), Tochter von Graf Heinrich XII. (X.) von Henneberg-Schleusingen (1352–1405) und Mathilde von Baden (1368–1425)), Sohn von Graf Ernst VI. (I./VII.) von Gleichen (vor 1343–1394/1395) und Agnes von Colditz (–vor 1391)
E2. Katharina, urkundlich 1352 bis 1370; ∞ Ludwig von Blankenhain, urkundlich 1351 bis 1370, (* vor 1351; † nach 1370), Sohn von Heinrich von Blankenhain–Berka (–1356) und N.N. (–)
E3. Konrad, „der Jüngere“, urkundlich 1356 bis 1370
E4. Erkenbert, urkundlich 1359 bis 1370, († vor 1383)
E5. Else (Elisabeth), Subpriorin (1369), Nonne (1376), Priorin des Klosters Cronschwitz (1377–1389)
D2. Konrad, „der Jüngere“, Herr zu Tannroda (1317–1351), urkundlich 1306, († nach 23. April 1357); ∞ Gräfin Sophie von Beichlingen, Tochter von Graf Friedrich X. von Beichlingen (vor 1301–um 1343) und Sophie von Weimar-Orlamünde (–nach 1320)
E1. Friedrich, Herr zu Tannroda (1383), urkundlich 1362 bis 1385, († vor 18. September 1392)
E2. Konrad, Herr zu Tannroda, „der Ältere“ (1377), († nach 3. August 1381)
E3. Konrad, letzter Herr auf Burg Tannroda (um 1392), Domherr zu Naumburg und Priester zu Luckau (1358–1370), Dompförtner (1385–1386), Propst zu St. Pauli, Halberstadt (1403), urkundlich 1358, (* 1336; † nach 1. März 1403)
D3. Erkenbert, Herr zu Tannroda (1316), urkundlich 1306 bis 1328, Mönch im Kloster Pforta (1315–1328)
D4. Elisabeth, Pröpstin zu Quedlinburg (1336–1351), Küsterin zu Quedlinburg (1351), urkundlich 1287
D5. Kunigunde, urkundlich 1287
C3. [I] Erkenbert (* vor 1249; † nach 28. April 1306)
C4. [I] Iseke, Kanonissin zu Quedlinburg (1302)
C5. [?] Adelheid (* um 1240); ∞ (um 1260) Truchsess Günther von Schlotheim (* vor 1244; † um 1277), Sohn von Hermann von Schlotheim (1200–) und Mechthild von Wartburg (1204–)
C6. [?] Tochter; ∞ N.N. von Heldrungen?
C7. [?] Tochter; ∞ Burggraf Dietrich von Altenberga (* vor 1296; † nach 1326)
B3. Erkenbert, urkundlich 1261
B4. Berthold, Ritter des Deutschen Ordens (1224), Reichsschultheiß im Elsass (1236–1237), Deutschordensmeister (1242–1244), urkundlich 1224 bis 1244